# Juan Tamariz
 (octobre 2011).
Si vous disposez d'ouvrages ou d'articles de référence ou si vous connaissez des sites web de qualité traitant du thème abordé ici, merci de compléter l'article en donnant les références utiles à sa vérifiabilité et en les liant à la section « Notes et références ».
Juan Tamariz-Martel Negrón, connu comme Juan Tamariz, est un prestidigitateur espagnol né le 18 octobre 1942.

## Biographie
En 1961, il entre à l'âge de 18 ans (avec deux ans de dispense d'âge) à la Sociedad Española de Ilusionismo, où il rencontre Juan Anton (avec qui il créera le numéro "Les manchots", dans lequel les deux magiciens n'utilisent chacun qu'un seul bras) et surtout Arturo de Ascanio qui aura sur lui une influence décisive. Il mène parallèlement des études universitaires de physique, puis de cinéma au sein la Escuela de Cine (Madrid), jusqu'à la fermeture de celle-ci par le régime franquiste, en 1970. C'est alors qu'il fonde avec d'autres La Escuela Magica de Madrid. Il fondera ensuite, en 1973, les « Jornadas Cartomagicas del Escorial », où se rencontrent un petit nombre de magiciens choisis du monde entier pour travailler sur un programme spécifique, renouvelé chaque année.
Après plusieurs prix obtenus dans son pays (Saragosse 1962, Barcelone 1964, Madrid 1968, San Sebastian 1972), il accède à la reconnaissance internationale en 1973, en remportant le premier prix de cartomagie au congrès mondial de la Fédération internationale des sociétés magiques de Paris, pour une routine connue désormais sous le nom de "numéro de Paris". Ascanio dira que cette routine est la plus belle qu'il ait vue de sa vie. De même, Dai Vernon dira qu'en plus de quatre-vingt ans de magie, personne ne l'a trompé comme l'a fait Juan Tamariz. En avril 2011, il est décoré par le gouvernement espagnol de la médaille d'or du mérite des beaux-arts.
Depuis quarante ans, Juan Tamariz se produit dans le monde entier, tant comme magicien que comme conférencier. Il apparaît régulièrement à la télévision, en Europe, en Amérique et au Japon. Il est très populaire en Espagne en raison de son omniprésence à la télévision depuis 1972.
En 2010, il reçoit la médaille d'or du mérite des beaux-arts par le ministère de l'Éducation, de la Culture et des Sports.

## Orientations artistiques

### Style
Juan Tamariz joue un personnage extraverti, exubérant, comique et décalé, à la limite de la folie.
Son accent espagnol permet de renforcer l'effet comique.

### Technique
(juin 2021).
Pour ses pairs, il est d'abord reconnu pour sa maîtrise de son art, dans ses dimensions techniques et psychologiques. Grand technicien des cartes, il manipule sans ostentation (il dissimule sa technicité derrière des tenues et un toucher qui semblent approximatifs et improvisés, et il s'interdit toute fioriture qui viserait à exhiber sa dextérité). Mais la communauté magique voit en lui surtout l'inventeur de passes et de routines dont certaines sont déjà des classiques. Doté d'une grande culture magique, historique, pratique et théorique, il contribue depuis une quarantaine d'années, au travers de ses conférences, de ses séminaires et de ses publications, à la promotion et aux progrès de son art, sans jamais manquer de rendre hommage aux grands maîtres qu'il a étudiés à fond (notamment Hofzinser, Robert-Houdin, Slydini, Marlo, Vernon, Kaps etc.). Dans la lignée d'Arturo de Ascanio, il s'attache à donner à la prestidigitation ses fondements théoriques, au travers d'ouvrages salués par la corporation.[Interprétation personnelle ?]
Pour les prestidigitateurs, il est connu pour certaines passes ou techniques puissantes et originales (le TPC ou Tamariz Perpendicular Control, le change au double croisement de regard, etc.) mais aussi pour son jeu mémorisé (Mnémonica), dont beaucoup pensent qu'il surpasse tous ceux qui ont été imaginés depuis plusieurs siècles. D'une rare générosité intellectuelle et soucieux de susciter des échanges entre magiciens sur les techniques et les principes de la magie, il est un auteur prolifique. Il publie un grand nombre d'articles dans des revues de magie du monde entier (et d'abord dans la Circular de la Escuela Magica de Madrid) ainsi que de nombreux livres, dont certains sont destinés à l'apprentissage de la magie et d'autres aux magiciens confirmés et professionnels.

### Pensée théorico-pratique
L’œuvre écrite de Juan Tamariz conjugue constamment pratique et théorie, dans la filiation d'Arturo de Ascanio, duquel il reprend les concepts principaux : parenthèse d'oubli, question obnubilante, action en transit, actions de continuité apparente, parenthèse anti-contraste, etc. Parmi les livres de Tamariz, celui-ci distingue deux séries majeures, composées chacune selon une structure ternaire. Première série (où des techniques et des routines sont exposées et dont les titres rendent hommage à des formes musicales): 1/ Sonata, 2/Mnémonica (Symphonie en Mnémonique Majeure), 3/Flamenco (à paraître). Seconde série, dans laquelle l'aspect théorique est mis en avant et que Tamariz considère comme son apport essentiel à l'art magique: 1/Les 5 points magiques, 2/Le chemin magique, 3/Arc-en-ciel (Arco Iris, 2017).

#### Les 5 points magiques
Ce livre restitue le contenu d'une conférence donnée à Buenos Aires durant l'été 1981, et qui a été presque improvisée. Le langage du corps appliqué à la magie est ici étudié pour contribuer à deux fonctions conjointes :1/ savoir créer et entretenir avec le public une relation directe et adéquate ; 2/ jouer sur le langage du corps pour "couvrir" -voire fonder- certaines passes. L'ouvrage est divisé en 5 chapitres, correspondant aux "5 points" suivants : le regard (célèbre passe du "change au double croisement de regard"), la voix, les mains, les positions du corps, et les pieds. Sur chacun des points étudiés, l'auteur donne une application concrète (une routine), mais les principes en question doivent valoir pour toute prestation de prestidigitation, qu'il s'agisse de magie rapprochée (close up), de magie de salon ou de magie de scène.

#### Le Chemin magique
Dans Le Chemin magique, Juan Tamariz explique les principes de la construction d'une routine, selon une nomenclature nouvelle et qui prétend être exhaustive (énumération des solutions, choix de la solution-effet, fausses pistes apparentes, obstruction des fausses pistes, etc., le tout appliqué à plusieurs routines, de pièces, d'ardoises puis de cartes – dont une étude très développée de l'effet de « l'huile et l'eau »).
L'idée principale est que dans la construction d'une routine, l'anticipation des réactions mentales du spectateur est essentielle. Celle-ci conduit à envisager l'entrelacs des "fausses pistes" dont il faut obstruer les entrées afin que le spectateur relâche progressivement ses résistances et renonce à ses tentatives analytiques. Prenant l'image d’une calèche conduite par deux chevaux, le cheval de la logique et le cheval de l'imagination, Juan Tamariz montre les moyens de vaincre les initiatives du premier cheval afin que la calèche, conduite par le spectateur lui-même, atteigne le terme du « chemin magique », c'est-à-dire « l'arc-en-ciel » magique.
Dans la préface de la seconde édition de ce livre (2011, édition française 2013), Juan Tamariz corrige certaines incompréhensions de ses premiers lecteurs : même s'il est possible, dans des cas très limités, de solliciter pour les déjouer les résistances du spectateur, telle n'est pourtant pas la règle générale, au contraire. Loin d'inviter l'esprit du spectateur à entrer dans les « fausses pistes », il faut plutôt prévenir cette possibilité et la conjurer. On échappe alors à l'esprit du défi, et on favorise la création de « l'atmosphère magique », chère à Arturo de Ascanio.
Outre sa fécondité dans la construction d'une routine, Juan Tamariz montre comment la mise en œuvre de cette méthode permet d'imaginer de nouvelles solutions, qu'il s'agisse de « fausses solutions » ou qu'il s'agisse de solutions « possibles », voire faisables. Cette méthode n'est donc pas seulement sélective (ou négative), mais inventive.

#### Le jeu mémorisé Mnémonica
Ce jeu classé n'est pas un chapelet au sens strict. Il s'obtient à partir d'un jeu neuf, mélangé devant le public, et se transforme à volonté en un jeu miroir. Il permet aussi de produire un final dans lequel le jeu se retrouve entièrement classé (par couleurs et de l'as au roi) au terme de plusieurs mélanges. Absolument indétectable (puisqu'il n'y a pas de classement proprement dit, l'ordre étant objectivement « aléatoire »), le jeu Mnémonica est souvent considéré comme le meilleur des jeux mémorisés jamais inventés. Il permet de réaliser la quasi-totalité des effets classiques de « chapelet » ainsi que la plupart des routines de Simon Aronson (moyennant des adaptations). Il possède en outre certaines propriétés intrinsèques remarquables, que Tamariz et ses disciples ont su exploiter.
Ce jeu résulte d'un travail de recherche de longue haleine (dont on retrouve les étapes dans l'appendice IV du livre Mnémonica). Fixé définitivement par Juan Tamariz au début des années 1980, il est exploré en tous sens par son auteur pendant vingt ans. Et c'est en 2000 que paraît, en deux volumes chez Frakson, le livre qui lui est consacré. La force de ce jeu tel que l'utilise Tamariz est de renforcer l'impact des effets classiques, mais en éliminant aux yeux des experts toutes les solutions connues, puisqu'on ne peut jamais soupçonner l'usage d'un classement spécial (Tamariz insiste beaucoup sur la nécessité de dépasser les effets attendus avec ce type de principe : prédiction et divination). Quand on le combine avec les techniques les plus fines de la magie des cartes, ce jeu devient une arme redoutable.
Une part importante des routines conçues par Juan Tamariz se fait avec une « demi-Mnémonica », ce qui permet de donner l'illusion d'un mélange total du jeu par les spectateurs en cours de routine, moyennant des changes nouveaux et très subtils (exposés dans la seconde partie du livre Mnémonica).

## Œuvres

### Livres
- Monedas, 1969, traduction française de Bernard Blay, 1977
- Baraja Pick-Dick (date inconnue, épuisé)
- Théorie et Pratique des cartes truquées (avec Ramon Varela), 1970, traduction française de Alice et William Eston, éd. W. Eston (sans date)
- Aprenda usted magia, CEDEL, 1973
- Secretos de Magia Potagia, 1973
- Magia en el bar, Cymys, 1975  (ISBN 9788485060375)
- Enciclopedia del forzaje (date inconnue, épuisé)
- Magicolor, 1977
- El Metodo Simbolico, 2 Vol, 1978.
- Les 5 points magiques, 1981, traduction française : éditions de l'Académie de magie G. Proust, 2002  (ISBN 2-913505-21-X)
- Le Chemin magique, 1988, traduction française partant de l'anglais (Magic Way) par Bogdan Murariu, éditions de l'académie de magie -  G. Proust, 2000 ; seconde édition espagnole, revue, augmentée et mise à jour par l'auteur, 2011.
- Sonata, 1989, traduction de Gérard Kunian, illustré par Marga Nicolau, James Hodges, éditions de l'Académie de magie G. Proust, 1998
- Magia Potagia II
- Historia de la Magia, 3 Vol., 1992
- La Magia del Falso Pulgar, 1992
- Magia Potagia III
- Magie verbale (avec Gema Navarro), 2005, traduction française de Laurent Vadel, C.C. Éditions, 2011  (ISBN 978-2-914983-31-0)
- Mnemonica, 2000, traduction française de Alain Poussard, 2 volumes, avec un appendice technique et une longue bibliographie commentée sur le jeu mémorisé depuis les origines, éditions de l'Académie de magie - G. Proust, 2011  (ISBN 978-2-913505-18-6 et 978-2-913505-19-3)
- Le nouveau chemin magique, traduit de l'espagnol par Alain Poussard, éditions de l'Académie de magie - G. Proust, 2013  (ISBN 978-2-913505-16-2)
- L'arc-en-ciel magique, traduit de l'espagnol par Alain Poussard, éditions de l'Académie de magie -Georges Proust, 2017  (ISBN 978-2-913 505-49-0)

### DVD
- Lessons In Magic, trois DVD
- Best of Juan Tamariz, Séminaire, Paris, 1996, HBS Production
- Juan Tamariz, The Greater Magic Video Library, 2008
- The Juan Tamariz 1st Lecture, Ron McMillan, International Magic
- The Juan Tamariz 2nd Lecture, Ron McMillan, International Magic